# 나이절 올슨
나이절 올슨(영어: Nigel Olsson, 1949년 2월 10일 ~ )은 영국의 드럼 연주자이자 가수이다.
1969년부터 엘튼 존 밴드의 구성원으로서 드럼과 코러스를 맡고 있다.
1971년부터 솔로 음악가 활동도 했는데, 페이스 밴드(Faith Band)의 노래 〈Dancin' Shoes〉를 커버해 빌보드 싱글 차트 18위까지 올랐다.